# Korana nizvodno od Slunja
Korana nizvodno od Slunja este o arie protejată (sit de importanță comunitară — SCI) din Croația întinsă pe o suprafață de 588,5 ha, integral pe uscat.

## Localizare
Centrul sitului Korana nizvodno od Slunja este situat la coordonatele 45°19′26″N 15°31′08″E / 45.324°N 15.519°E.

## Înființare
Situl Korana nizvodno od Slunja a fost declarat sit de importanță comunitară în septembrie 2015 pentru a proteja 8 specii de animale.

## Biodiversitate
Situată în ecoregiunea continentală, aria protejată conține 1 habitat natural: Cascade cu formare de travertin ale râurilor carstice din Alpii Dinarici.
La baza desemnării sitului se află mai multe specii protejate:
- mamifere (2): vidră de râu (Lutra lutra), liliac cu picioare lungi (Myotis capaccinii)
- nevertebrate (1): Unio crassus
- pești (5): avat (Aspius aspius), Barbus balcanicus, Cobitis elongatoides, boarță (Rhodeus amarus), babușcă de tur (Rutilus virgo)